# Battaglia di Nowshera
La battaglia di Nowshera (pashtu: د نوښار جګړه‎; punjabi: ਨੌਸ਼ਹਿਰ ਦੀ ਲੜਾਈ) fu combattuta il 14 marzo 1823 tra alcune tribù afghane, sostenute dai sardar di Peshawar e guidate da Azim Khan Barakzai, e le armate sikh guidate dal maharaja Ranjit Singh. La battaglia fu vinta dai sikh e permise loro di occupare la valle di Peshawar.
Dopo la vittoria, i sikh distrussero la fortezza di Bala Hissar di Peshawar, la cui ricostruzione fu presto iniziata da Hari Singh Nalwa.

## Contesto
Nel 1817 Ranjit Singh sfruttò la guerra civile in corso nell'impero Durrani per costringere il sovrano di Multan, Muzaffar Khan Sadozai, ad accettare la sovranità sikh e a pagare un tributo. L'anno successivo Ranjit Singh marciò su Multan allo scopo di sottrarre la regione al controllo della tribù sadozai. I governatori locali non furono in grado di sostenere Muzaffar Khan e lo lasciarono da solo ad affrontare l'attacco dei sikh. Le forze di Muzaffar Khan combatterono valorosamente, convinte che avrebbero affrontato un massacro completo come vendetta per le precedenti campagne di Ahmad Shah Durrani nel Punjab. Gli eserciti di Ranjit Singh erano nettamente superiori in uomini ed equipaggiamenti ed erano addestrati anche da ufficiali francesi e italiani. L'assedio di Multan durò 82 giorni e si concluse con la vittoria sikh e la morte di Muzaffar Khan. Preso il controllo di Multan, i sikh la saccheggiarono e ne massacrarono gli abitanti, uccidendo anche molti sadozai; quelli che sopravvissero furono portati a Lahore.
Nel 1819, dopo la battaglia di Shopian, i sikh conquistarono Srinagar, la capitale del Kashmir, insieme a Dera Ghazi Khan. Migliaia di rifugiati si riversarono a Kabul in seguito alle conquiste sikh. Sardar Yar Muhammad Khan, governatore di Peshawar, accettò il dominio dei sikh, ai quali pagò un tributo in cambio del mantenimento del governo della città. Ciò spinse l'influenza dell'impero Sikh fino all'imbocco del passo Khyber. Ranjit Singh ritirò quindi la maggior parte delle sue truppe, lasciando una piccola guarnigione a Nowshera.
Il sardar Azim Khan, fratellastro di Yar Muhammad Khan (e di Dost Mohammed Khan, futuro sovrano di Kabul e poi dell'Afghanistan), considerò inaccettabile la sottomissione di Yar Muhammad ai sikh, ma non poté far molto per oltre quattro anni. Nell'inverno del 1822 Azim Khan marciò finalmente verso Peshawar con migliaia di guerrieri khattak, afridi e yusufzai, accorsi sotto le sue insegne invocando il jihad stabilito dai pīr e dai mullah locali. Yar Muhammad non ebbe altra scelta che seguire la linea d'azione del fratellastro, pur mantenendo in segreto i contatti con Ranjit Singh. Riuscì a convincere Azim Khan a mandarlo a negoziare con Ranjit Singh: dopo aver raggiunto la sicurezza nel campo sikh, Yar Muhammad disertò. Anche Shah Shuja Durrani inviò delle truppe a Ranjit Singh, nella speranza di riconquistare il suo trono se Azim Khan fosse stato sconfitto.

## La battaglia
Azim Khan diffidava delle truppe provenienti dalla regione del Khyber, perché prendevano ordini solo dai loro pīr. Inoltre l'esercito di Azim Khan era scarsamente addestrato: le tribù che lo costituivano non avevano un vero addestramento militare e molti erano bambini, alcuni anche di soli dodici anni. Ranjit Singh aveva il vantaggio della superiorità numerica e qualitativa, grazie ai consiglieri europei che avevano addestrato le sue truppe.
Ranjit Singh aveva portato il suo esercito sulla riva sinistra del fiume Indo. Sulla sponda opposta, a Hund, si erano radunate le truppe tribali afghane, composte da migliaia di combattenti guidati da Syed Ahmad Shah di Buner. Le truppe di Ranjit Singh attraversarono l'Indo sotto un feroce attacco delle truppe tribali afghane, che però furono costrette a ritirarsi sulla collina di Pīr Sabaq, poco ad est di Nowshera sulla riva sinistra del fiume Kabul. Qui concentrarono le loro forze, sperando di ottenere il sostegno delle truppe e dell'artiglieria durrani al comando di Azim Khan, che si trovavano sulla riva destra del fiume. 
Azim Khan, per ragioni sconosciute, non attraversò il fiume Kabul per collegarsi alle tribù. Ranjit Singh, approfittando della situazione, concentrò l'artiglieria e la fanteria sulle truppe tribali e inviò un piccolo distaccamento al comando di Jean-Baptiste Ventura e Jean-François Allard per impedire ad Azim Khan l'attraversamento del fiume. Ne seguirono feroci combattimenti corpo a corpo tra le truppe tribali e l'esercito sikh, finché al quarto attacco, condotto personalmente da Ranjit Singh e dalla sua guardia del corpo, la collina di Pīr Sabaq fu conquistata dai sikh. A tarda sera le truppe tribali si resero conto che Azim Khan si era ritirato e abbandonandolii. Questo fatto, unito agli attacchi incessanti dell'artiglieria sikh, spezzò la determinazione delle truppe tribali, che si dispersero. La vittoria sikh fu completa.

## Conseguenze
Assicuratesi rapidamente il controllo di Nowshera, le forze di Ranjit Singh conquistarono Peshawar e si spinsero fino a Jamrud. I sikh distrussero i resti del potere durrani, ridussero Peshawar in rovine e misero in sicurezza il Passo Khyber, in modo che nessun rinforzo durrani potesse più minacciarli.
La ritirata di Azim Khan non è mai stata spiegata con certezza: alcuni sostengono che credette che il fratellastro fosse tornato per riconquistare Peshawar per ordine dei sikh, altri attribuiscono la sua ritirata alla codardia, altri alla paura di essere tagliato fuori dal feroce attacco dei sikh. Non si riprese dallo shock della sconfitta e morì poco dopo la battaglia.
La vittoria di Nowshera segnò l'apice delle campagne di Ranjit Singh contro l'impero Durrani.